# قطعنامه ۱۶۶۹ شورای امنیت
قطعنامه ۱۶۶۹ شورای امنیت سازمان ملل متحد که در تاریخ ۱۰ آوریل ۲۰۰۶ تصویب شد، سندی بین‌المللی دربارهٔ اوضاع در مورد جمهوری دموکراتیک کنگو است. این قطعنامه طی نشست ۵۴۰۸ام با ۱۵ رای موافق، ۰ مخالف و ۰ ممتنع تصویب شد.